# Madjid Khaladj
 (novembre 2014).
Si vous disposez d'ouvrages ou d'articles de référence ou si vous connaissez des sites web de qualité traitant du thème abordé ici, merci de compléter l'article en donnant les références utiles à sa vérifiabilité et en les liant à la section « Notes et références ».
Madjid Khaladj, Majid Khalaj en persan : مجید خلج, né le 11 novembre 1962 à Qazvin, est un musicien, percussionniste, compositeur franco-iranien, issu d'une école traditionnelle. Également architecte, il se consacre entièrement à la musique. Il vit et travaille à Paris.

## Biographie

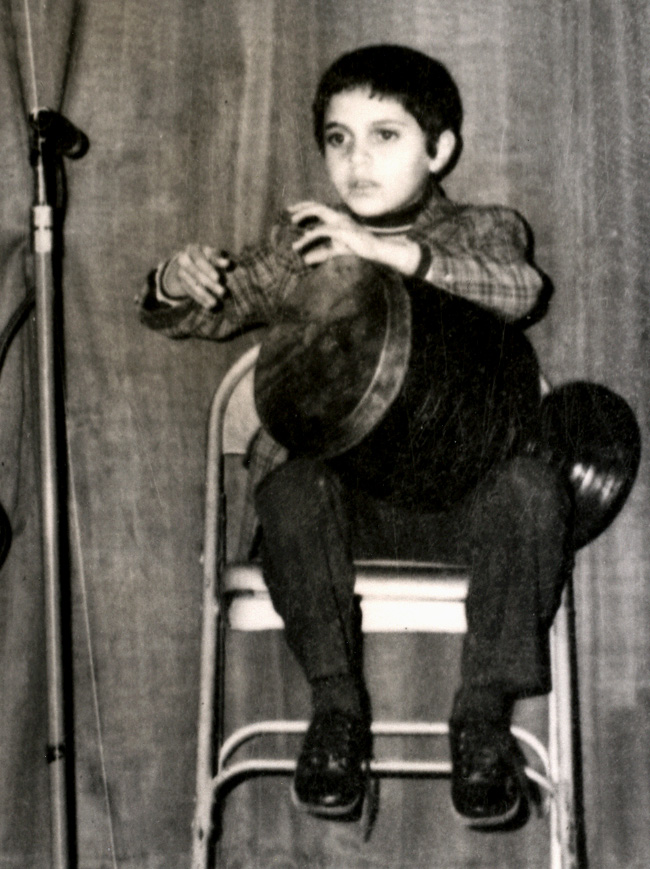
Madjid Khaladj en concert à l'âge de dix ans.

Né en 1962 à Qazvin, Madjid Khaladj commence l'étude du tombak dès l'âge de sept ans, en suivant l'école de maître Hossein Tehrani via ses disciples Bajelân et Maleki. Dès l'âge de douze ans, il obtient durant plusieurs années le premier prix du tombak au Festival de Ramsar dont le jury se composait entre autres du maître Faramarz Payvar. En 1980, à 18 ans, il quitte l'Iran pour s'installer en France où il est très rapidement sollicité pour donner des cours au Centre d'études de musiques orientales (CEMO), à l'Institut de musicologie de Paris-Sorbonne, sous la présidence internationale de Yehudi Menuhin.
Il a également enseigné durant 22 ans, à l'Académie de Musique de la ville de Bâle ( Musik Akademie der Stadt Basel ) en Suisse.
Parallèlement, il poursuit des études d'architecture à l'École d'architecture de Paris-La Villette et obtient un diplôme d'État.
En se consacrant exclusivement à la musique, il commence une grande carrière de concertiste en jouant aux côtés des grands maîtres de la musique persane comme, Hossein Alizadeh, Darioush Tala'i, Mohammad Reza Shajarian, Hossein Omoumi, Mohammad Reza Lotfi, Kayhan Kalhor... En France, il donne des concerts au Théâtre de la Ville, à la Maison de Radio-France ou encore à la Cité de la musique. Ses tournées internationales le conduisent dans des grandes salles prestigieuses du monde comme La Fenice (Venise), Royal Festival Hall (Londres), Barbican Centre (Londres), Getty Museum (États-Unis), Black Diamant (Copenhague), palais des beaux-arts (Bruxelles), Haus der Kulturen der Welt (Berlin).
Madjid Khaladj participe également à plusieurs musiques de film en tant que compositeur et interprète, notamment avec Lisa Gerrard pour le film Révélations (The Insider) (7 nominations aux Oscars 1999) de Michael Mann avec Al Pacino et Russell Crowe, ainsi qu'avec Ry Cooder pour les films Geronimo, Dernier Recours (Last Man Standing) et In America. Il travaille également avec Gabriel Yared pour le film Au pays du sang et du miel d'Angelina Jolie ainsi qu'avec le compositeur français Armand Amar pour plusieurs films et documentaires.

## Discographie

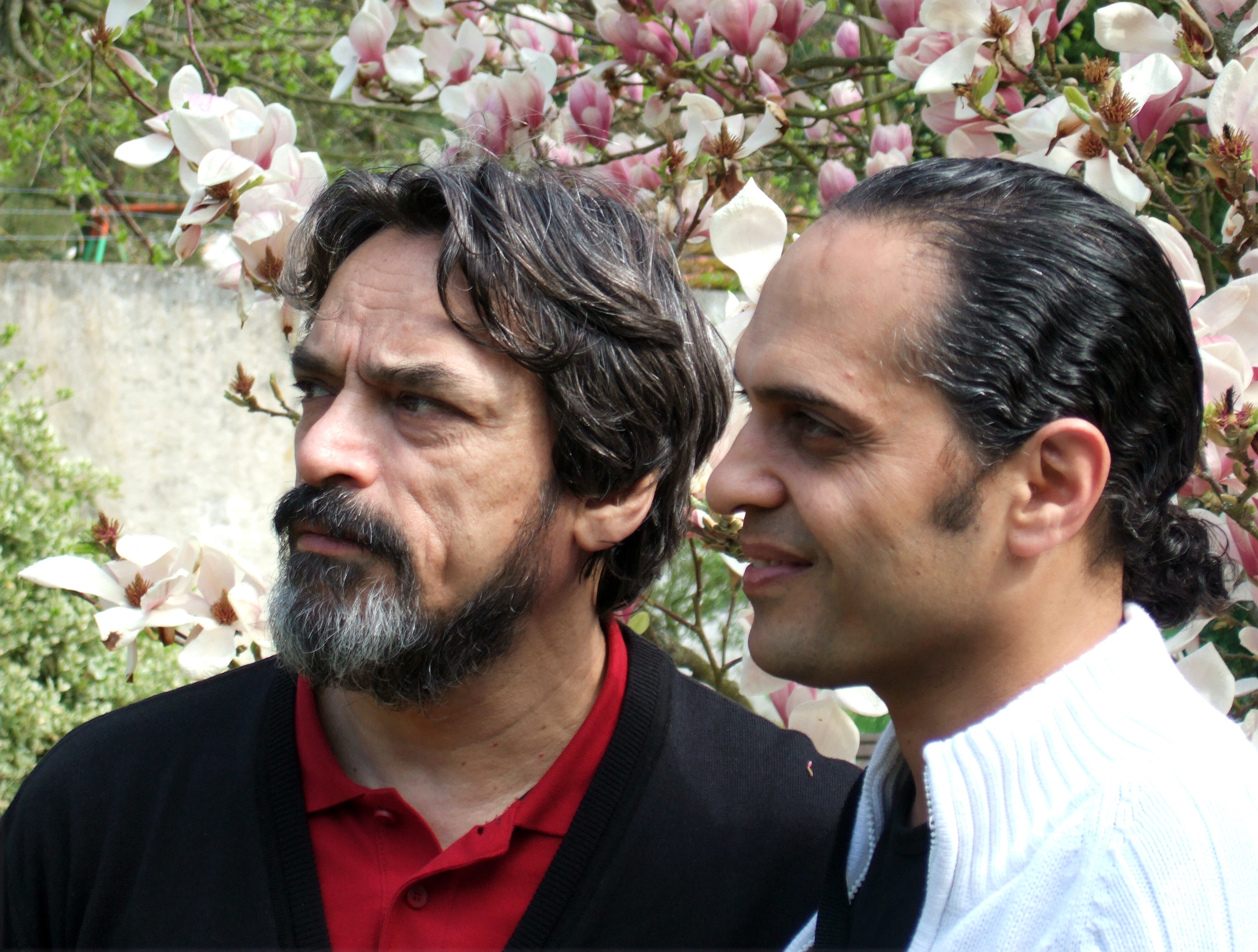

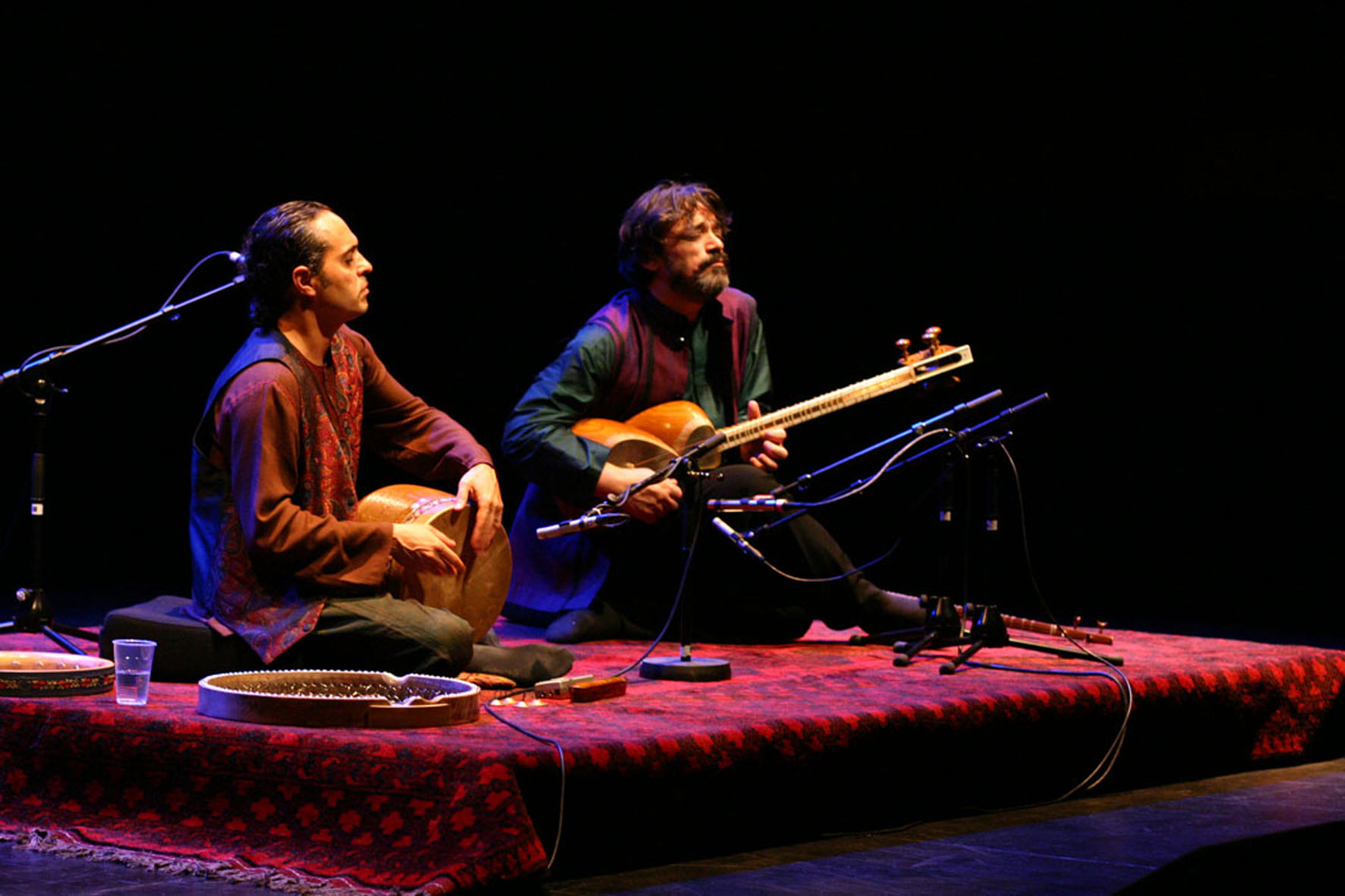
Madjid Khaladj et Hossein Alizadeh en concert à Copenhague

- 1993 : Iran, l'art du tombak, tombak, daf, dayré (Buda Records, 1973952)
- 1994 : Musique iranienne : improvisations, H. Alizadeh : târ ; Madjid Khaladj : tombak,  Buda Records
- 1996 : Rhythms of the Iranian Classical Music, tombak, daf, dayré, (Al Sur, ALCD 168)
- 1996 : Nava, Hossein Alizadeh : târ ; Madjid Khaladj : tombak
- 1998 : Iranian Music: Saz-Eno, Hossein Alizadeh : târ, setâr, tanbûr ; Afsaneh Rassai : voix ; Madjid Khaladj : tombak,  Buda Records
- 1998 : Art of improvisation in rastpanjgah, H. Alizadeh : târ ; Madjid Khaladj : tombak
- 1999 : Anthology of the Iranian Rhythms, volume 1, tombak / Repertory of Hossein Tehrani (Buda Records, 1975252)
- 2000 : Anthology of the Iranian Rhythms, volume 2, tombak, daf, dayré, zang-e saringôshti (((Buda Records, 1975252)
- 2001 : Iranian Percussion, tombak, daf, dayré, zang-e saringôshti ((Buda Records, 1978152)
- 2004 : Trance of Devotion (سرمست ), Hossein Omoumi, Madjid Khaladj, Bâ Music Records
- 2005 : Birds (پرنده ها ), H.Alizadeh : târ ; M.Khaladj : tombak ; H.Nikham : voix, Ba Music Records
- 2006 : Infinite Breath, Persian Art Percussion, tombak, daf, dayré, zang-e saringôshti, Bâ Music Records, BACD3
- 2007 : Ode To Flowers (سرود گل ), Hamavayan Ensemble, Hossein Alizadeh, Ba Music Records
- 2009 : Echoes of Light (نوای نور ),Hossein Alizadeh & Madjid Khaladj, Ba Music Records
- 2010 : Birthplace of Earth (مادران زمین ), Hossein Alizadeh & Hamavayan, Ba Music Records
- 2011 : Voices of the Shades (سامان سایه ها ), Kayhan Kalhor & Madjid Khaladj, Ba Music Records
- 2014 : Selected Moments, Persian Art Percussion, tombak, daf, dayré, zang-e saringôshti, Bâ Music Records, BACD14
- 2014 : Musique iranienne : improvisations (کنسرت بداهه نوازی : نوا و همایون ) : H. Alizadeh : tar & setar ; Madjid Khaladj : tombak, Buda Records
- 2014 : Homayun : Hossein Alizadeh : setâr ; Madjid Khaladj : tombak
- 2014 : Cheshmeye Noosh(چشمه نوش) : M. R. Shajarian, vocal,M. R. Lotfi : târ ; Madjid Khaladj : tombak
- 2017 : 25 Years of Extraordinary Collaboration (راست پنج گاه ),Hossein Alizadeh & Madjid Khaladj, Ba Music Records
- 2020 : HASTI, Madjid Khaladj & Ensemble Taneen-O-Tan, Ba Music Records
- 2024 : SOUNDS OF IRAN,Vol. 1 : Madjid Khaladj, Ba Music Records

### DVD / Tombak
- Le Tombak avec Madjid Khaladj - Initiation à la percussion traditionnelle iranienne. Durée : 2 heures 05 + bonus, version française et anglaise, pal - sécam - DVD pal toutes zones, livret 54 pages, production 2004
- The Tombak DVD : 2 DVD : Video of Tombak lessons + Documentary Film + Live Concert and Scores

## Ba Music Records
Madjid Khaladj a créé en 1999 le label Ba Music Records qui produit des artistes indépendants